# Седянковци
Седянковци е село в Северна България. То се намира в община Габрово, област Габрово.

## География
Село Седянковци се намира на около 5 km север-северозападно от центъра на град Габрово. Разположено е в южния край на западната част на платото Стражата, върху склон с наклон на югоизток. На около 2,5 km изток-югоизточно от селото река Янтра навлиза в Стражанския пролом. Надморската височина по северозападната граница на Седянковци е около 600 m, а в южния край на селото намалява до около 550 m. Климатът е умереноконтинентален, отличаващ се със студена зима и сравнително топло лято.
През Седянковци минава третокласният републикански път III-4403, който на юг през село Рязковци води към Габрово, а на северозапад през селата Ветрово, Читаковци, Шипчените и Сейковци – до Кози рог.
Населението на село Седянковци, наброявало 129 души при преброяването към 1934 г., намалява до 15 души към 1985 г., а след нарастване през следващите години наброява към 2019 г. (по текущата демографска статистика за населението) 32 души.

## История
Според най-разпространената легенда, село Седянковци е основано от Рачо Христов – Чучаров. Преданието разказва, че при разбойнически нападения по време на турското робство много от населението на Габрово търси спасение извън селището, по-далеч от пътищата. В един такъв тревожен ден, група жители побягнали извън него, като за водач сред тях бил избран Рачо Христов. Не тръгнали по пътя за Севлиево, защото било опасно, а го пресекли и качили баира към с. Козирог. След няколко часа спрели да си починат. До близкото дере имало рекичка и извор със студена вода. Мястото им харесало, при което хората разчистили терена и си построили колиби. Оттам им се появило прозвището „колибари“. По-късно издигнали къщи, обори за добитък, засадили плодови дръвчета. След като отсядат на това място, Рачо Христов получил името Чучар – човек, който се чучнал, който се е заседял. Селището станало известно като Седянковци.
През 1995 г. дотогавашното населено място колиби Седянковци придобива статута на село.

## Население
Преброяване на населението през 2011 г.
Численост и дял на етническите групи според преброяването на населението през 2011 г.:
|                     | Численост | Дял (в %) |
| Общо                | 47        | 100,00    |
| Българи             | 43        | 91,48     |
| Турци               | 0         | 0,00      |
| Цигани              | 0         | 0,00      |
| Други               | 0         | 0,00      |
| Не се самоопределят | 0         | 0,00      |
| Неотговорили        | 2         | 4,25      |

## Личности
- Ангел Рачев Христов (1889 – 1980) – известен производител на кожени изделия през 30-те години на XX век.
- Гено Гутев, (1905 – 1993)[8], бивш кмет на Варна